# Nils Fröling
Nils Gustav Georg Fröling (* 20. dubna 2000) je švédský profesionální fotbalista, který hraje na pozici útočníka za německý klub FC Hansa Rostock.

## Klubová kariéra

### Počátky kariéry
Fröling absolvoval svůj první trénink v seniorském týmu s týmem Boo FF v pouhých 13 letech. Poté, co odehrál 11 zápasů za Boo FF během jarní sezóny 2016 v Division 5, Fröling opustil Boo FF a připojil se k Åtvidabergs FF. V Åtvidabergu debutoval v roce 2017 a odehrál deset zápasů, ale přesto Åtvidaberg na konci sezóny sestoupil ze Superettanu.

### Kalmar FF
Fröling podepsal smlouvu s Kalmar FF před sezónou 2018. Svůj první gól vstřelil 14. května 2018 při domácí výhře 1:0 nad IK Sirius.

### Hansa Rostock
Fröling se přesunul do klubu 2. Bundesligy Hansa Rostock v prosinci 2021. Podepsal smlouvu do léta 2025.

## Reprezentační kariéra
Fröling reprezentoval švédské národní týmy U19 a U21. Je způsobilý hrát za národní týmy Švédska i Spojených států.

## Osobní život
Fröling se narodil švédským rodičům v Dallasu v Texasu.

## Statistiky

### Klubové
Platí k zápasu hranému 26. srpna 2023.
| Klub              | Sezóna            | Soutěž            | Liga   | Liga | Národní pohár | Národní pohár | Kontinentální | Kontinentální | Ostatní | Ostatní | Celkově | Celkově |
| Klub              | Sezóna            | Soutěž            | Zápasy | Góly | Zápasy        | Góly          | Zápasy        | Góly          | Zápasy  | Góly    | Zápasy  | Góly    |
| ----------------- | ----------------- | ----------------- | ------ | ---- | ------------- | ------------- | ------------- | ------------- | ------- | ------- | ------- | ------- |
| Boo FF            | 2015              | Division 5        | 1      | 0    | —             | —             | —             | —             | —       | —       | 1       | 0       |
| Boo FF            | 2016              | Division 5        | 11     | 2    | —             | —             | —             | —             | —       | —       | 11      | 2       |
| Boo FF            | Celkově           | Celkově           | 12     | 2    | —             | —             | —             | —             | —       | —       | 12      | 2       |
| Åtvidabergs FF    | 2017              | Superettan        | 10     | 0    | 1             | 0             | —             | —             | —       | —       | 11      | 0       |
| Kalmar FF         | 2018              | Allsvenskan       | 14     | 2    | 0             | 0             | —             | —             | —       | —       | 14      | 2       |
| Kalmar FF         | 2019              | Allsvenskan       | 28     | 5    | 0             | 0             | —             | —             | 2       | 1       | 30      | 6       |
| Kalmar FF         | 2020              | Allsvenskan       | 10     | 2    | 3             | 2             | —             | —             | 2       | 1       | 15      | 5       |
| Kalmar FF         | 2021              | Allsvenskan       | 27     | 4    | 2             | 0             | —             | —             | —       | —       | 29      | 4       |
| Kalmar FF         | Celkově           | Celkově           | 79     | 13   | 5             | 2             | —             | —             | 4       | 2       | 88      | 17      |
| Hansa Rostock     | 2021/22           | 2. Bundesliga     | 7      | 3    | 1             | 0             | —             | —             | —       | —       | 8       | 3       |
| Hansa Rostock     | 2022/23           | 2. Bundesliga     | 26     | 3    | 1             | 0             | —             | —             | —       | —       | 27      | 3       |
| Hansa Rostock     | 2023/24           | 2. Bundesliga     | 4      | 1    | 1             | 0             | —             | —             | —       | —       | 5       | 1       |
| Hansa Rostock     | Celkově           | Celkově           | 37     | 7    | 3             | 0             | —             | —             | —       | —       | 40      | 7       |
| Celkově v kariéře | Celkově v kariéře | Celkově v kariéře | 138    | 22   | 9             | 2             | 0             | 0             | 4       | 2       | 151     | 26      |